# Тодірешть (комуна, Ясси)
Тодірешть, Тодірешті (рум. Todirești) — комуна у повіті Ясси в Румунії. До складу комуни входять такі села (дані про населення за 2002 рік):
- Бейчень (425 осіб)
- Строєшть (486 осіб)
- Тодірешть (3767 осіб) — адміністративний центр комуни

Комуна розташована на відстані 326 км на північ від Бухареста, 60 км на захід від Ясс.

## Населення
За даними перепису населення 2002 року у комуні проживали 6919 осіб.
Національний склад населення комуни:
| Національність   | Кількість осіб | Відсоток |
| ---------------- | -------------- | -------- |
| румуни           | 6828           | 98,7%    |
| росіяни-липовани | 91             | 1,3%     |

Рідною мовою назвали:
| Мова      | Кількість осіб | Відсоток |
| --------- | -------------- | -------- |
| румунська | 6881           | 99,5%    |
| російська | 38             | 0,5%     |

Склад населення комуни за віросповіданням:
| Релігія       | Кількість осіб | Відсоток |
| ------------- | -------------- | -------- |
| православні   | 6092           | 88,0%    |
| п'ятдесятники | 566            | 8,2%     |
| старообрядці  | 146            | 2,1%     |
| адвентисти    | 73             | 1,1%     |
| римо-католики | 11             | 0,2%     |
| бретрени      | 2              | < 0,1%   |
| не релігійні  | 1              | < 0,1%   |

## Зовнішні посилання
- Дані про комуну Тодірешть на сайті Ghidul Primăriilor